# Saguer

Posició dels defensors laterals a l'inici de jugada.

El saguer, en anglès safety (S), és un tipus de jugador defensiu de futbol americà.
Els saguers formen part de l'equip defensiu,i pertanyen a la secundària, i a l'inici de jugada, són els jugadors més endarrerits de la defensa, els més propers a la zona d'anotació pròpia, a unes 10 o 15 iardes de la línia de scrimmage. Ells defensen les passades, donen suport en les jugades de correguda i, ocasionalment, corren cap al camp contrari per desfer la jugada atacant.
Hi han dos tipus de saguers i cadascun té la seva funció, encara que han de ser jugadors adaptables:

- el saguer fort, (en anglès strong safety, SS) acostuma a ser el més fort i la seva funció principal és placar els corredors que hagin passat les altres línies de defensa;
- el saguer lliure, (en anglès free safety, FS) acostuma a ser el més alt i ràpid, per defensar millor les jugades de passada. A més acostuma a quedar-se sol com a últim defensa pel que ha de tenir un gran sentit de col·locació i preveure els moviments contraris.[5][4][6][7]